# Al·loclasita
L'al·loclasita és un mineral de la classe dels sulfurs, que pertany al grup de la löllingita. Rep el seu nom del grec άλλος ("allos"), altra, i κλάσις ("klasis"), trencar, perquè es creia que la seva exfoliació era diferent a la de la marcassita.

## Característiques
L'al·loclasita és un sulfur de fórmula química Co₁₋ₓFeₓAsS. Cristal·litza en el sistema monoclínic. Els cristalls són prismàtics, paral·lels a [010], de fins a 5 mil·límetres, en agregats columnars o radials; comunament massiva. La seva duresa a l'escala de Mohs és 5. És un mineral dimorf del glaucodot.
Segons la classificació de Nickel-Strunz, l'al·loclasita pertany a «02.EA: Sulfurs metàl·lics, M:S = 1:2, amb Fe, Co, Ni, PGE, etc.» juntament amb els següents minerals: aurostibita, bambollaïta, cattierita, erlichmanita, fukuchilita, geversita, hauerita, insizwaïta, krutaïta, laurita, penroseïta, pirita, sperrylita, trogtalita, vaesita, villamaninita, dzharkenita, gaotaiïta, costibita, ferroselita, frohbergita, glaucodot, kullerudita, marcassita, mattagamita, paracostibita, pararammelsbergita, oenita, anduoïta, clinosafflorita, löllingita, nisbita, omeiïta, paxita, rammelsbergita, safflorita, seinäjokita, arsenopirita, gudmundita, osarsita, ruarsita, cobaltita, gersdorffita, hol·lingworthita, irarsita, jol·liffeïta, krutovita, maslovita, michenerita, padmaïta, platarsita, testibiopal·ladita, tolovkita, ullmannita, wil·lyamita, changchengita, mayingita, hollingsworthita, kalungaïta, milotaïta, urvantsevita i rheniïta.

## Formació i jaciments
Es troba en filons de calcita o de quars de baixa temperatura, d'origen hidrotermal. També en roca metamòrfica recristal·litzada i silicificada. Sol trobar-se associada a altres minerals com: or, plata, glaucodot, cobaltita, arsenopirita, emplectita, bismutinita, esfalerita, calcita i quars. Va ser descoberta l'any 1866 a la mina Elizabeth, a Oraviţa, al comtat de Caraş-Severin (Romania).